# Meppener Kuhweide
Die Meppener Kuhweide ist ein Naturschutzgebiet in der niedersächsischen Stadt Meppen im Landkreis Emsland.
Das Naturschutzgebiet mit dem Kennzeichen NSG WE 157 ist 65 Hektar groß. Es ist fast vollständig Bestandteil des FFH-Gebietes „Ems“. Das Gebiet steht seit dem 31. Dezember 1999 unter Naturschutz. Es ersetzt das zum 23. Februar 1985 ausgewiesene, gleichnamige Naturschutzgebiet, mit dem schwerpunktmäßig der Wacholderhain im Norden des jetzigen Schutzgebietes unter Schutz gestellt war. Zuständige untere Naturschutzbehörde ist der Landkreis Emsland.
Das Naturschutzgebiet liegt südwestlich von Meppen in einem Emsbogen. Es bewahrt eine Flussdünenlandschaft mit einem Altarm der Ems und einem erhaltenen Rest der an der Ems ehemals typischen Hudelandschaft. Die Weideflächen, die jahrhundertelang als Allmendeweide genutzt wurden, sind von Sandtrockenrasen geprägt und mit Wacholder- und Schlehengebüschen durchsetzt. Im Südteil des Naturschutzgebietes befindet sich ein noch beweideter Hutewald. Hier sind Eichen vorherrschend. Im Osten des Naturschutzgebietes wird, wie auch auf den angrenzenden Flächen, Erdöl gefördert.
Im Norden des Naturschutzgebietes verläuft ein Rundweg, der Werner-Menne-Pfad, von dem aus Teile des Naturschutzgebietes erlebt werden können. Am Bootsanleger in Rühle am gegenüberliegenden Ufer weist eine Infotafel auf die an einem natürlichen Steilufer im Naturschutzgebiet siedelnde Uferschwalbenkolonie hin.